# Gare de Pont-de-Dore
La gare de Pont-de-Dore est une gare ferroviaire française des lignes de Clermont-Ferrand à Saint-Just-sur-Loire et de Saint-Germain-des-Fossés à Darsac, située à Pont-de-Dore sur le territoire de la commune de Peschadoires dans le département du Puy-de-Dôme en région Auvergne-Rhône-Alpes.
C'est une halte de la Société nationale des chemins de fer français (SNCF) desservie par des trains TER Auvergne-Rhône-Alpes.

## Situation ferroviaire
Établie à 304 mètres d'altitude, la gare de bifurcation de Pont-de-Dore est située au point kilométrique (PK) 34,090 de la ligne de Clermont-Ferrand à Saint-Just-sur-Loire, entre les gares ouvertes de Lezoux (s'intercale la gare fermée de Saint-Jean-d'Heurs) et de Thiers (s'intercale la gare fermée de Courty). 
Elle est également située au PK 400,599 de la ligne de Saint-Germain-des-Fossés à Darsac, sur une section uniquement utilisée pour des circulations de trains touristiques de l'AGRIVAP.

## Histoire
La gare de Pont-de-Dore est mise en service le 10 mai 1869 par la Compagnie des chemins de fer de Paris à Lyon et à la Méditerranée (PLM), lorsqu'elle ouvre à l'exploitation le tronçon de Clermont-Ferrand à Pont-de-Dore de sa concession de Clermont-Ferrand à Montbrison.

## Service des voyageurs

### Accueil
Halte SNCF, c'est un point d'arrêt non géré à accès libre. Néanmoins le bâtiment voyageurs est ouvert du lundi au samedi pour permettre l'accès à la salle d'attente. Elle est équipée d'un automate, installé sur le quai, pour l'achat de titres de transport TER.
Un passage à niveau piéton permet la traversée des voies.

Installations de la gare
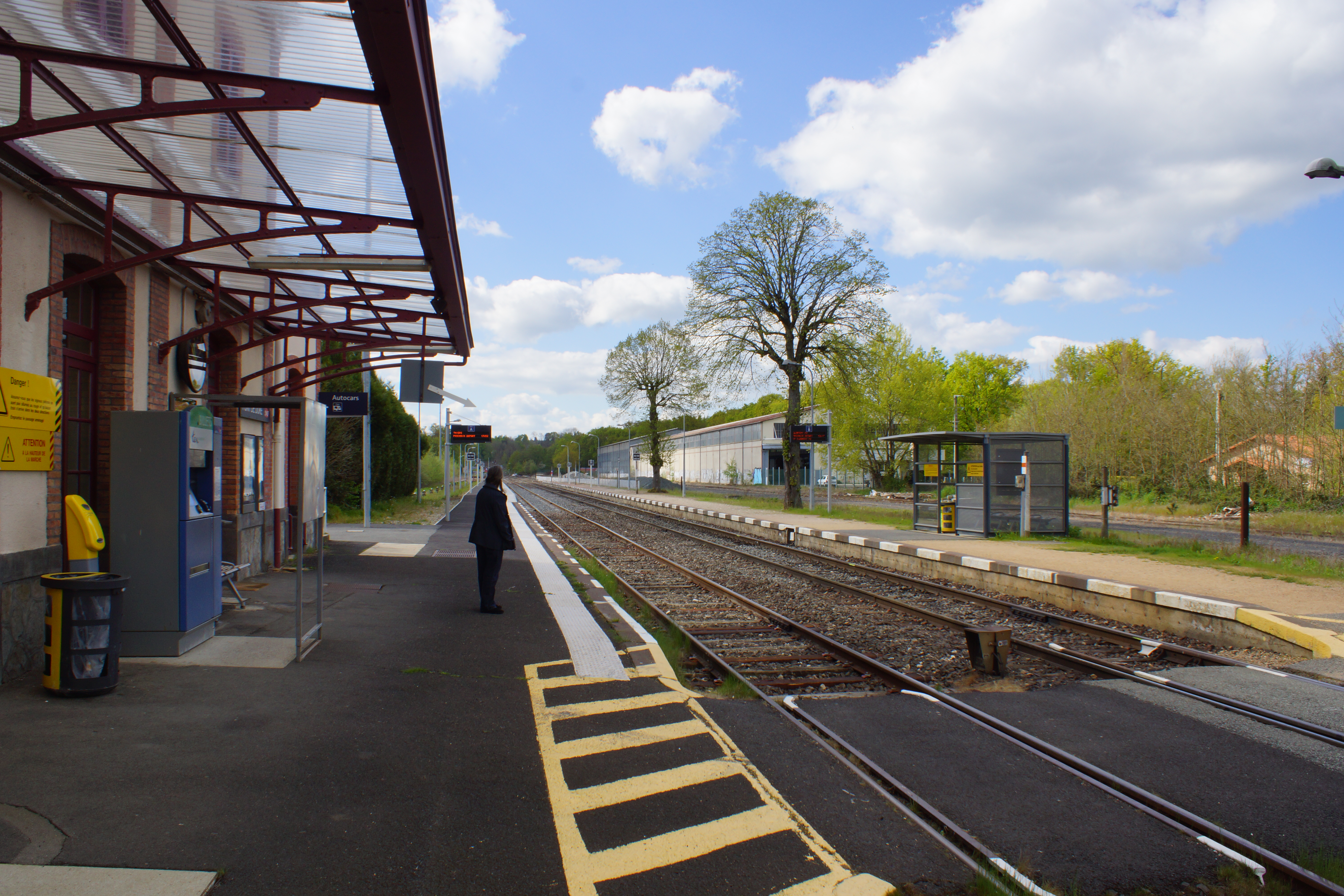
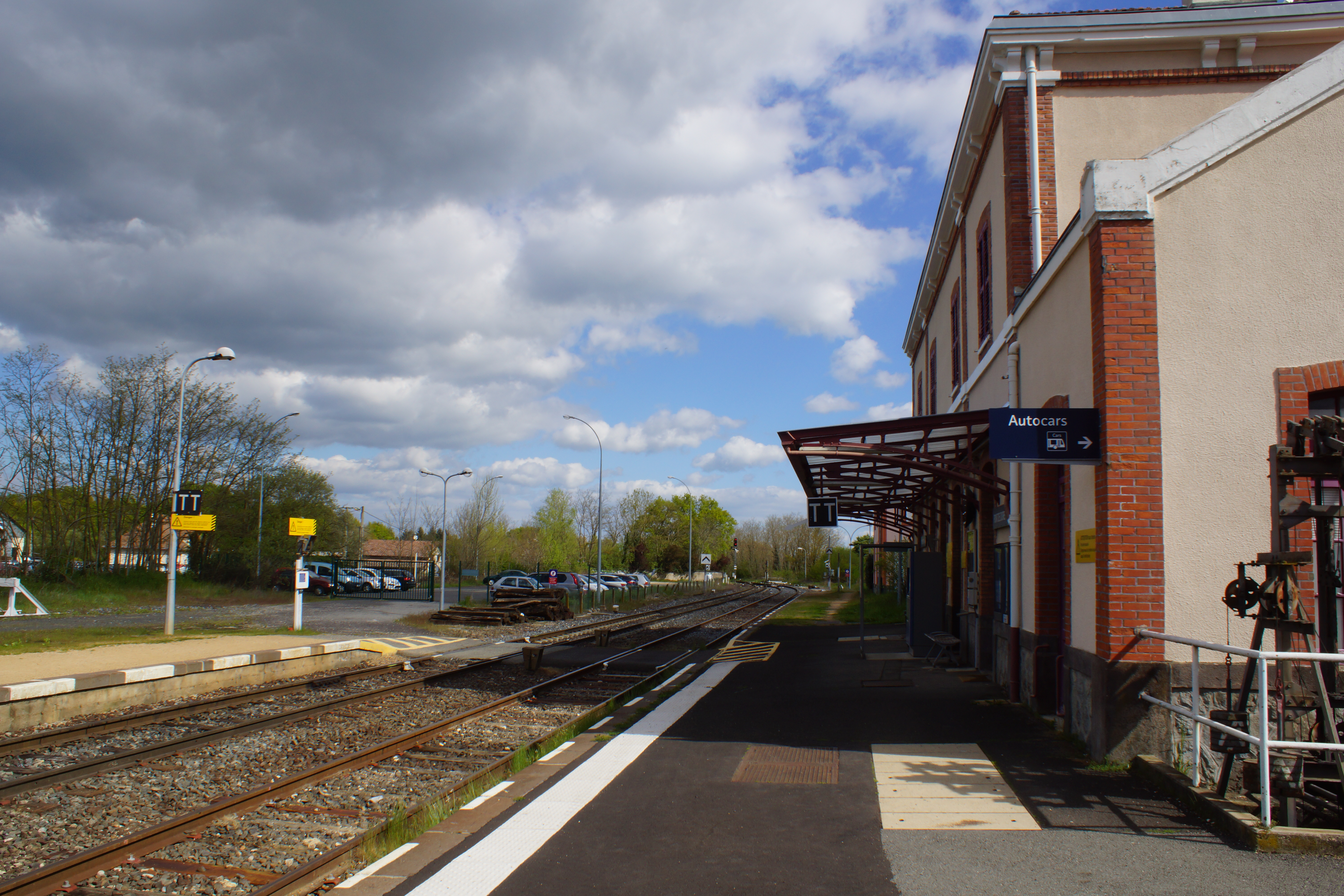
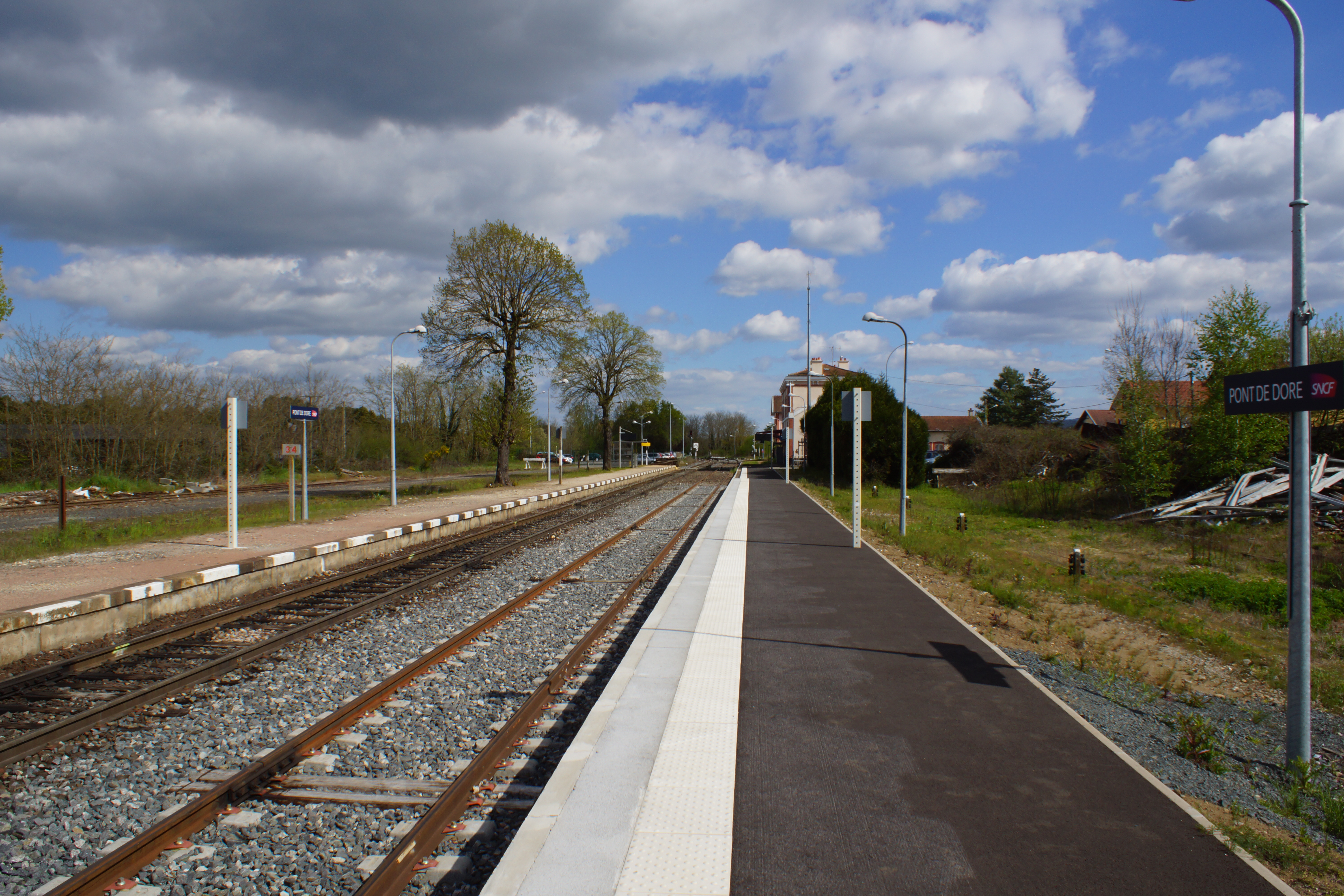

### Desserte
Pont-de-Dore est desservie par les trains TER Auvergne-Rhône-Alpes reliant Clermont-Ferrand à Thiers (les circulations ferroviaires au-delà de cette dernière gare, en direction de Saint-Étienne-Châteaucreux, étant suspendues). 

### Intermodalité
Un parking pour les véhicules et un parc pour les vélos y sont aménagés. 
Un arrêt de bus du réseau TUT (ligne 1) dessert la gare. Les lignes P3 et X18 des Cars Région desservent la gare.